# Unisys
A Unisys (NYSE: UIS) é uma empresa global de serviços e soluções de Tecnologia da Informação. 
Trabalham com consultoria, integração de sistemas, outsourcing e serviços de infraestrutura combinados com tecnologia para servidores corporativos. A companhia é especializada em ajudar clientes a usar a informação para criar operações de negócios eficientes e seguras, que os permitam alcançar seus objetivos de negócios.
No Brasil, por exemplo, presta serviços para Caixa Econômica Federal, Ministério do Trabalho e Emprego (MTE), Golden Cross e Central de Custódia, Carrefour, Itaú, Dell, EMC,  Liquidação Financeira de Títulos - CETIP. Possui sua sede localizada no Rio de Janeiro
Em março de 2021, Maurício Caetano, presidente da companhia no Brasil, tornou-se vice-presidente e gerente-geral na América Latina, expandindo seu escopo de atuação. 

## Histórico
A Unisys foi formada em 1986 por meio da fusão das corporações de mainframe Sperry e Burroughs, com a Burroughs comprando a Sperry por US $ 4,8 bilhões. O nome foi escolhido entre mais de 31.000 inscrições em uma competição interna quando Christian Machen apresentou a palavra "Unisys", que era composta de partes das palavras unido, informação e sistemas.